# 1239 dans les croisades
Cette page regroupe les évènements concernant les Croisades qui sont survenus en 1239 :
- le pape Grégoire IX lance une nouvelle croisade dont Thibaut IV de Champagne prend la tête[1].
- 1er septembre : La croisade menée par Thibaut IV de Champagne débarque à Saint-Jean-d'Acre[2].
- 2 novembre : les Croisés quittent Acre pour défendre Ascalon et rebâtir ses fortifications[1].
- 13 novembre : L'avant-garde de l'armée croisée, commandée par Henri II, comte de Bar, imprudemment avancée en territoire ennemi, est massacrée près de Gaza[1].
- mort d'Hermann de Salza, grand maître de l'Ordre Teutonique[1].